# Людвиг VII (ландграф Гессен-Дармштадта)
Людвиг VII Гессен-Дармштадтский (нем. Ludwig VII. von Hessen-Darmstadt; 22 июня 1658, Дармштадт — 31 августа 1678, Гота) — ландграф Гессен-Дармштадта в 1678 году.

## Биография
Людвиг VII — сын ландграфа Людвига VI и его первой супруги Марии Елизаветы Шлезвиг-Гольштейн-Готторпской, дочери герцога Фридриха III.
В 1676 году герцог Август Саксен-Вейсенфельский принял его в Плодоносное общество под именем «Милостивый». После смерти отца Людвига VI 24 апреля 1678 года Людвиг VII получил титул ландграфа Гессен-Дармштадта. Он правил в течение 18 недель и 4 дней и умер 31 августа 1678 года от последствий дизентерии в Готе, где собирался сочетаться браком с принцессой Эрдмутой Доротеей Саксен-Цейцской. Младший брат Людвига Фридрих умер в результате неудачного падения ещё в 1676 году. Наследником Людвига VII в Гессен-Дармштадте стал таким образом его единокровный брат Эрнст Людвиг, мать которого Елизавета Доротея Саксен-Гота-Альтенбургская выполняла функции регента при нём.